# Alin Trășculescu
Alin Silviu Trășculescu (n. 4 septembrie 1974) este un fost politician român, deputat în Parlamentul României în mandatul 2008-2012 din partea PDL Vrancea. În cadrul activității sale parlamentare, Alin Trășculescu a fost membru în grupurile parlamentare de prietenie cu Rep. Columbia, Regatul Suediei și Japonia.  

## Condamnare penală
Pe 4 martie 2016 Alin Trășculescu a fost condamnat definitiv la trei ani de închisoare cu executare pentru trafic de influență, delapidare, uz de fals, instigare la fals în înscrisuri sub semnătură privată și instigare la spălare de bani.. La data de 20 noiembrie 2012, Alin Trășculescu a demisionat din Camera Deputaților.